# Miadzin
Miadzin est une localité située dans le Sud de la Côte d'Ivoire et appartenant au département d'Adzopé, dans la Région de l'Agnéby. La localité de Miadzin est un chef-lieu de commune. Le périmètre de la commune de Miadzin englobe dans les limites les villages de Miadzin, Zodji ainsi que les campements qui leur sont rattachés.